# Svetlana Baitova
Svetlana Baitova (ryska: Светлана Николаевна Баитова), född den 3 september 1972 i Mahiljoŭ, Vitryssland, är en sovjetisk gymnast.
Hon tog OS-guld i lagmångkampen i samband med de olympiska gymnastiktävlingarna 1988 i Seoul.